# Алипова, Ханикей
Ханикей Алипова (1899—1992) — советский животновод, старший чабан колхоза имени Джамбула Испульского района Гурьевской области, Казахская ССР. Герой Социалистического Труда (1948).

## Биография
Родилась в 1899 году в селе Канбакты Гурьевского уезда Уральской области (ныне — Индерского района Атырауской области Казахстана). Отец - Маманулы Альмуханбет работал кочевником-скотоводом. Мать - Даулеткызы Камила дочь бедного крестьянина.
С 1931 года работала помощником чабана в сельскохозяйственной артели «Канбакты», затем с 1936 по 1945 год — в колхозе имени Джамбула. 
В ноябре 1945 года после смерти главы семьи, старшего чабана Сеита, Ханикей заменила его.
В 1947 году от 400 овец Едильбаевской породы Ханикей получила 534 ягненка и обеспечила прирост веса до 40 килограммов, а в 1948 году — 477 ягнят от 412 овец. Богатый опыт, настойчивость сделали ее передовым чабаном района. 
7 августа 1945 года указом Президиума Верховного Совета Казахской ССР за рождение и воспитание 7 детей была награждена орденом Материнской славы третьей степени.
Указом Президиума Верховного Совета СССР от 23 июля 1948 года «за получение высокой продуктивности животноводства в 1947 году при выполнении колхозом обязательных поставок сельскохозяйственных продуктов и плана развития животноводства» удостоена звания Героя Социалистического Труда с вручением ордена Ленина и золотой медали «Серп и Молот»